# Parc marin de Mohéli

Lieux de ponte des tortues marines dans le parc.

Le parc marin de Mohéli est un parc marin qui protège les eaux du canal du Mozambique situées le long de la côte sud de l'île de Mohéli près de la commune de Nioumachoua. Il est un des deux parcs marins de l'archipel des Comores et, celui-ci, relève de l'union des Comores. Il est particulièrement utile à la protection des tortues marines, dont on recense de nombreux lieux de ponte dans les limites du parc.
Cette initiative exemplaire a été finaliste pour le prix de l'Initiative Équateur par les Nations unies en 2002.

## Labiodiversité
L'île est un paradis tropical à la diversité de la faune et de la flore très abondante. Les scientifiques dénombrent plus de 500 espèces de plantes, 21 espèces d'oiseaux, neuf espèces de reptiles, le rare dugong. De nombreuses sont endémiques comme la Roussette de Livingstone, une chauve-souris géante et frugivore. 

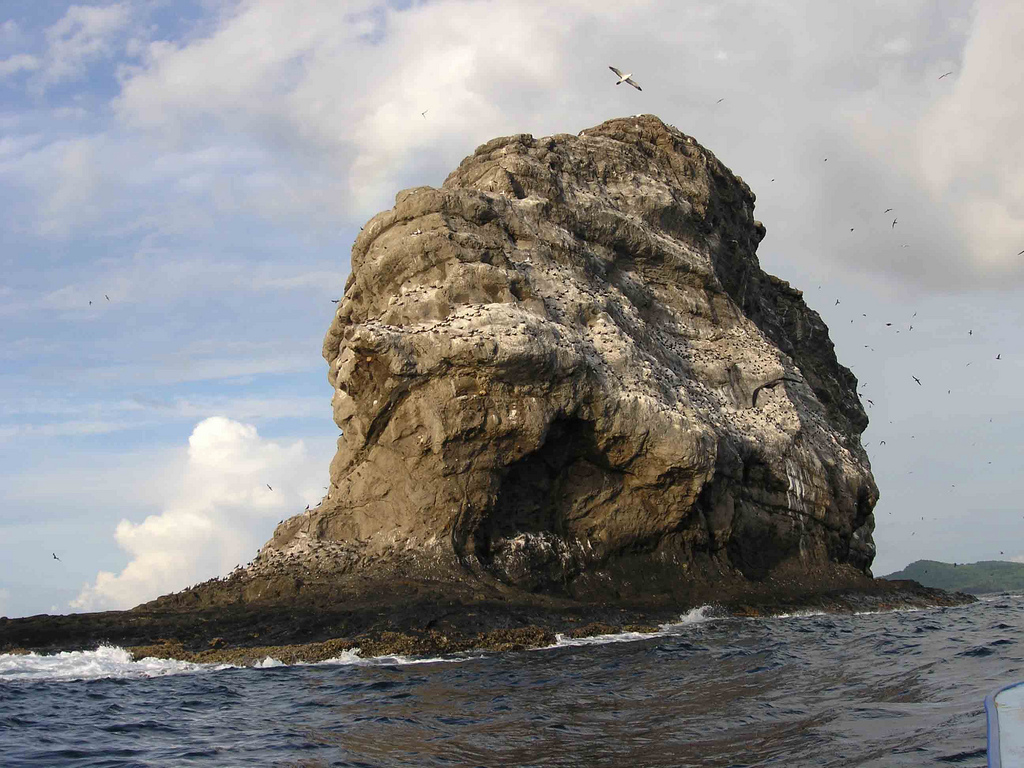
Îlot de Mchaco

Les plages sont un site important d'arribada de tortues vertes estimé à 4 à 5000 femelles en 2002. Les eaux qui l'entourent abritent le cœlacanthe Latimeria décrit comme un fossile vivant. Beaucoup de ces animaux et de poissons sont menacés d'extinction.
Dans l’îlot de Mchaco, dans la partie Est du parc, niche une colonie qui comprend plusieurs milliers de Noddi brun mais aussi des sternes fuligineuses, des fous à pieds rouges et des fous masqués.

## La gestion du parc
Si le parc est sous tutelle du gouvernement, ce sont les associations locales qui le gèrent quotidiennement. Ainsi certaines zones sont complètement interdites de pêche, d'autres ne le sont que pour certaines espèces, les tortues sont elles complètement protégées. Toute violation de la réglementation est traitée directement par un comité de villageois et le cas n'est transféré à un système judiciaire national que lorsque des solutions locales n'ont pu être trouvées. Les habitants de la région agissent comme des « écogardes » qui sont responsables de la sensibilisation et de surveillance. Le PNUD, le PNUE et l'UICN fournissent une assistance financière et technique pour former les nouveaux « écogardes ». Le gouvernement vise à créer un réseau d'aires protégées qui sera cogéré par les différents villages. En 2002, le comité de gestion du parc est composé de 16 personnes dont 10 représentants des communautés villageoises. Le Parc est administré par une équipe dirigée par un conservateur.

## Histoire du parc

### Contexte
Mohéli, la plus petite des îles des Comores, dispose de quelques espèces endémiques les plus menacées sur Terre. La première menace pour le fragile écosystème qui permet à ces espèces de vivre est la présence humaine, toujours plus marquée, d'autant qu'elle est en croissance et qu'elle se concentre sur 80 % de la côte. La densité devient si importante que les méthodes traditionnelles d'agriculture ne sont plus adaptées. L'agriculture, la pêche, la chasse et la sylviculture contribuent pour 40 % au PIB. Ces secteurs emploient 80 % de la population active et fournissent la majeure partie des exportations. La pauvreté chronique, l'absence d'éducation scientifique entraîne la population à la déforestation, à une agriculture provoquant une érosion et une pêche peu respectueuse de l'environnement comme la pêche à la dynamite qui entraîne la population dans un cycle de pauvreté croissant. Les ressources dont les terres et les poissons diminuaient au fil des années. En outre se greffent des problèmes mondiaux comme El Niño ou la montée du niveau des mers.

### Création
Aussi les autorités de la RFIC à la fin des années 1980 ont pris conscience que la sauvegarde de leur île passait par la protection de la biodiversité ce qui implique la maîtrise de la croissance démographique, le développement d'une agriculture plus communautaire et respectueuse des ressources et l'adoption de règles strictes pour la protection des espèces marines. Relayé par le gouvernement, il a été décidé de protéger le patrimoine et de réduire la pression sur la vie marine en créant un parc. Ce parc a requis une multitude de partenaires qui ont travaillé pendant six ans en vue de son établissement. En 1993, le gouvernement a cherché à mettre en œuvre une politique nationale pour l'environnement et a reconnu la nécessité d'impliquer toutes les parties concernées, à savoir les utilisateurs des ressources, les ONG susceptibles d'aider, le secteur privé et les pouvoirs publics. C'est la première initiative aux Comores impliquant autant les structures locales. Les consultations et la sensibilisation locale à l'environnement ont permis en 1995, que dix villages du sud de Mohéli commence à plaider en faveur de la désignation de leur littoral en parc marin. L'organisation de réunion entre les différents acteurs locaux incluant les pêcheurs, les jeunes dirigeants et les femmes ont permis d'élaborer la façon dont le parc marin devait être géré. Cela a constitué la base d'une proposition qui en 2001, est utilisé par l'UICN, le PNUD, le Programme des Nations unies pour l'environnement, le Fonds pour l'environnement mondial (GEF) et le gouvernement comorien commence le processus formel pour la création d'une zone de conservation.
En avril 2001, 404 km2 de la zone sud de Mohéli sont déclarés parc marin, la première aire protégée de l'archipel des Comores. Il comprend les plages et les zones rocheuses, les îlots, les récifs coralliens et les mangroves dispersées.

### Résultats

#### Environnementaux
Depuis 1998 :

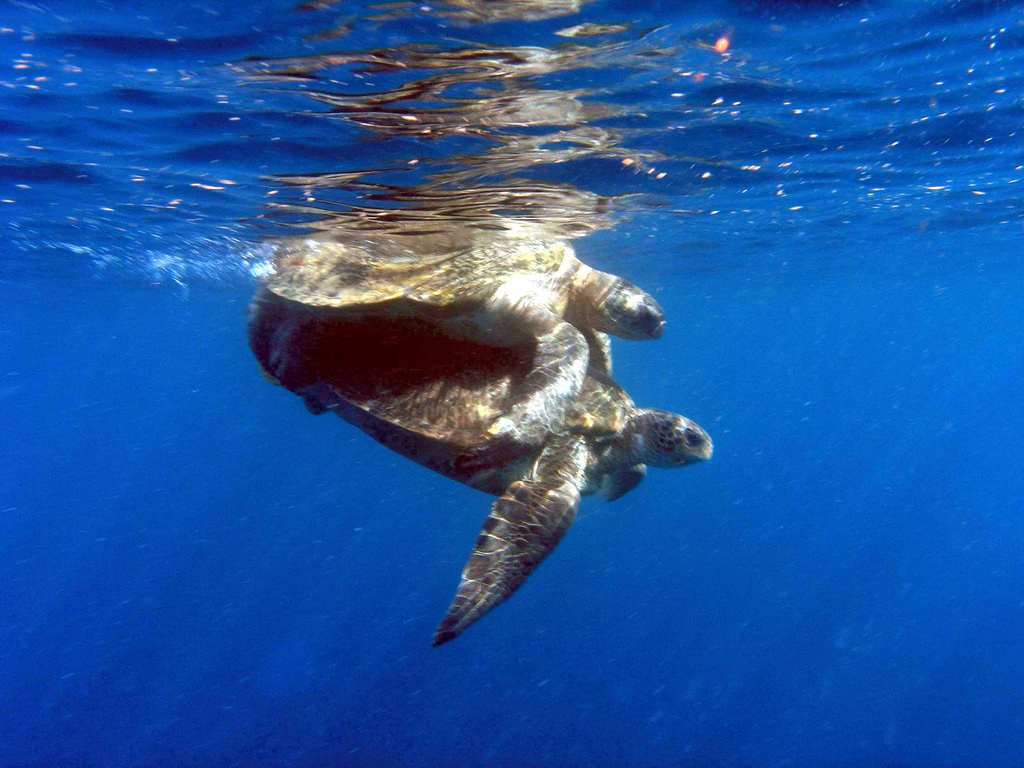
Accouplement de tortues

- 65 pour cent des récifs coralliens comptabilisés sont en vie, une augmentation de 35 pour cent.
- Les tortues fréquentent 45 plages, soit 25 de plus
- Étoiles de mer et crustacés ne sont plus récoltés et sont maintenant abondants
- Il y a eu un impact significatif sur la réduction de la pauvreté dans les villages et les partenaires sur l'île dans son ensemble
- Il y a eu une augmentation significative des captures de pêche de 160 kg par mois à plus de 300 kg, ce qui correspond à un doublement du chiffre d'affaires pour les 250 pêcheurs qui travaillent dans le parc
- Les femmes ont vendu plus d'artisanat à la suite de l'augmentation de l'écotourisme
- Les conflits entre pêcheurs des différents villages se sont interrompus.
- Du fait de l'augmentation des revenus liée à la hausse des prises de poissons, bon nombre de pêcheurs ont acheté des bateaux à moteur qui étaient destinés à la pêche, la surveillance et aux activités touristiques, mais les pêcheurs ne sont plus autorisés à utiliser les bateaux à moteur pour la pêche.

#### Le développement de l'écotourisme
Le nombre de touristes a augmenté de 75 visiteurs par village en 1998 à 140 en 2001, il devrait atteindre les 200 vers 2010. Au total plus de 30 emplois ont été spécifiquement créés dans la construction et la gestion des logements, dans l'accueil des touristes, de la fabrication d'objets artisanaux. Le développement d'un tourisme trop important pourrait cependant nuire au parc.

## Galerie
Vues, faune et flore de l'île :

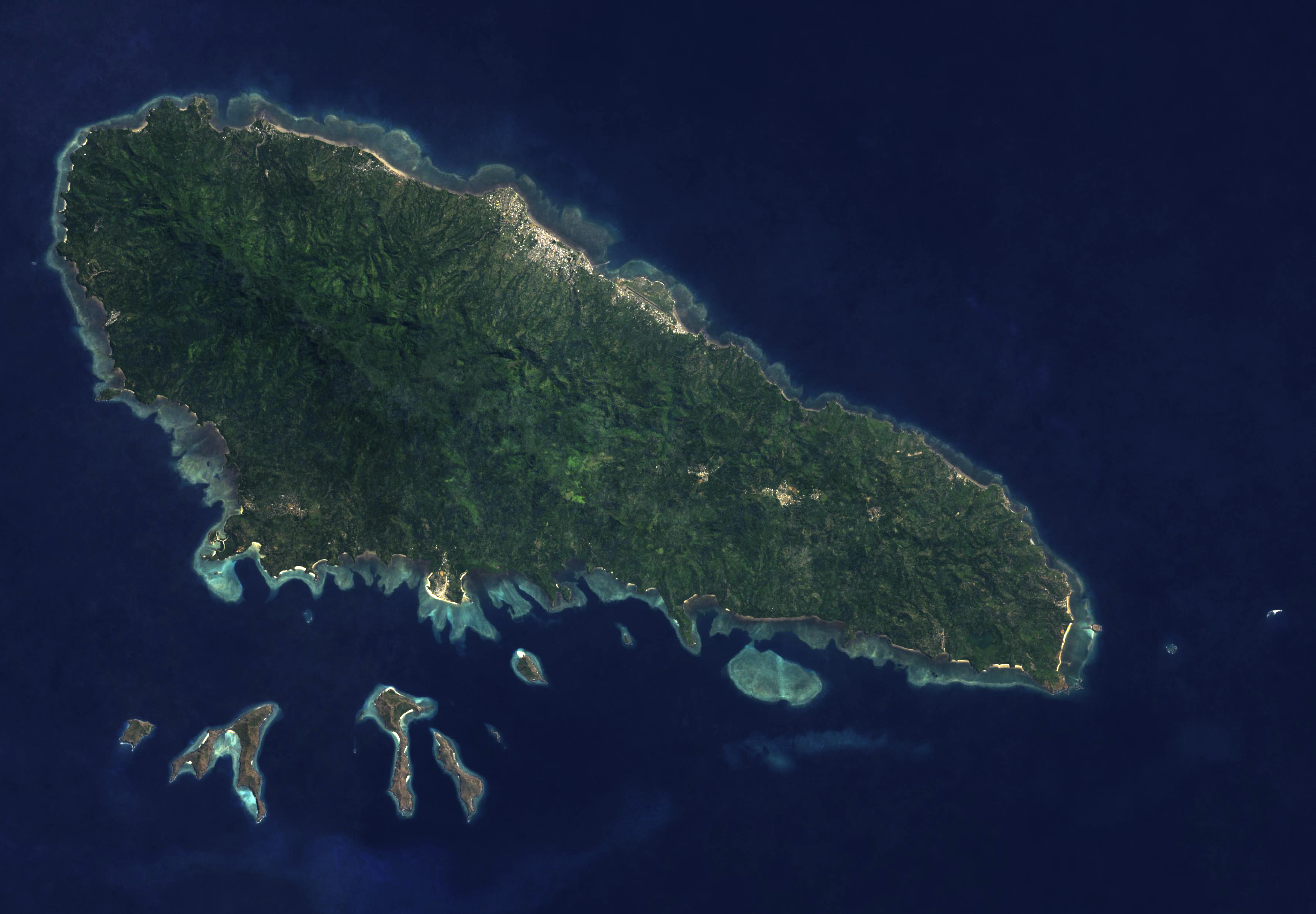
Mohéli et ses coraux, vue de la Station spatiale internationale
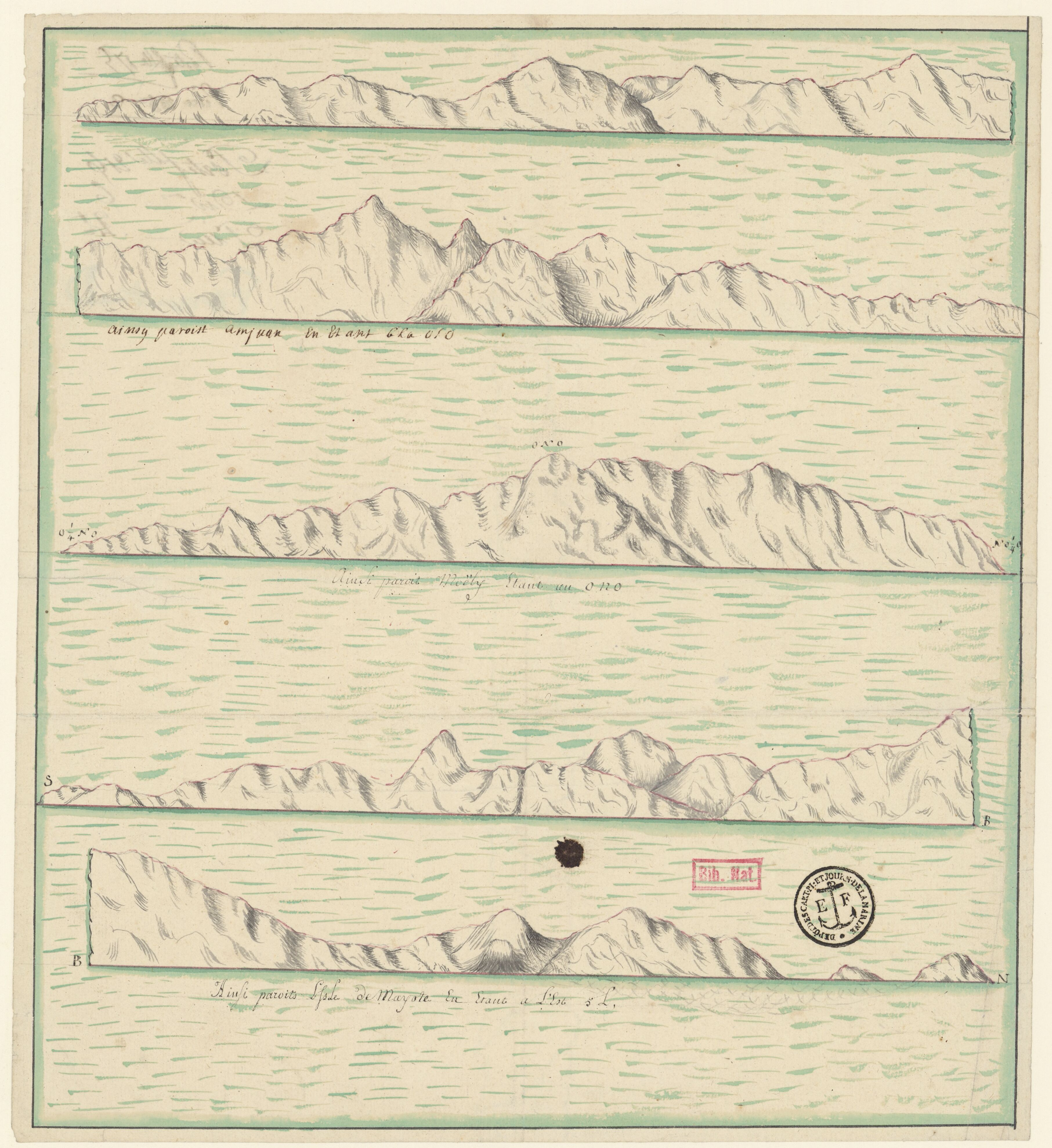
Troisième croquis, au centre, relief de Mohéli (XVIIIe siècle)
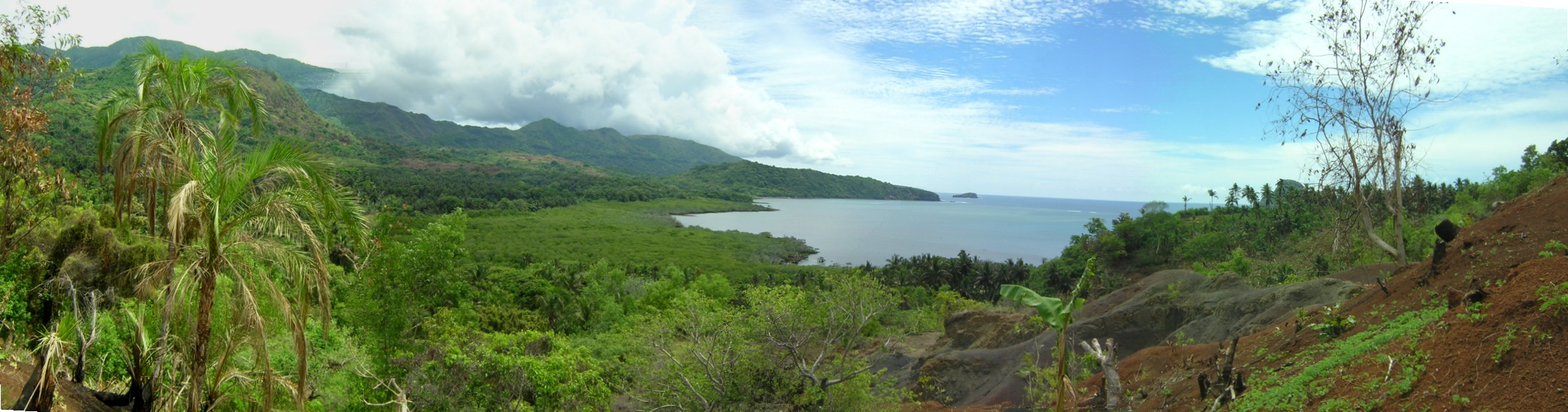
Mangrove de nioumachoua
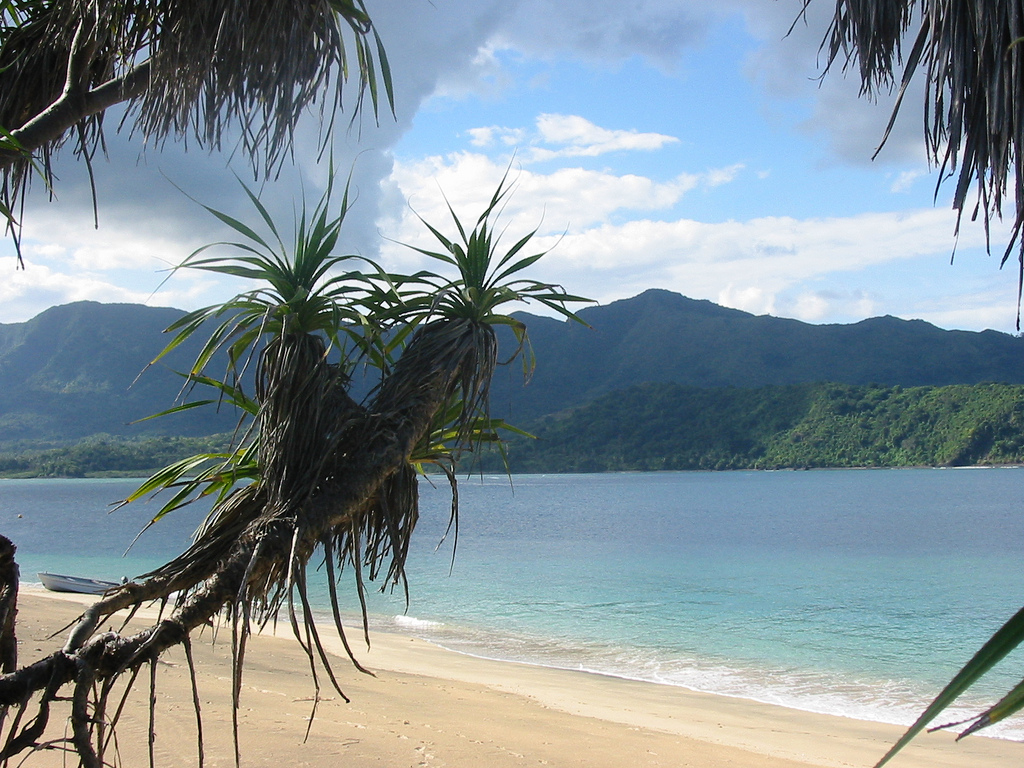
Une plage du PN marin
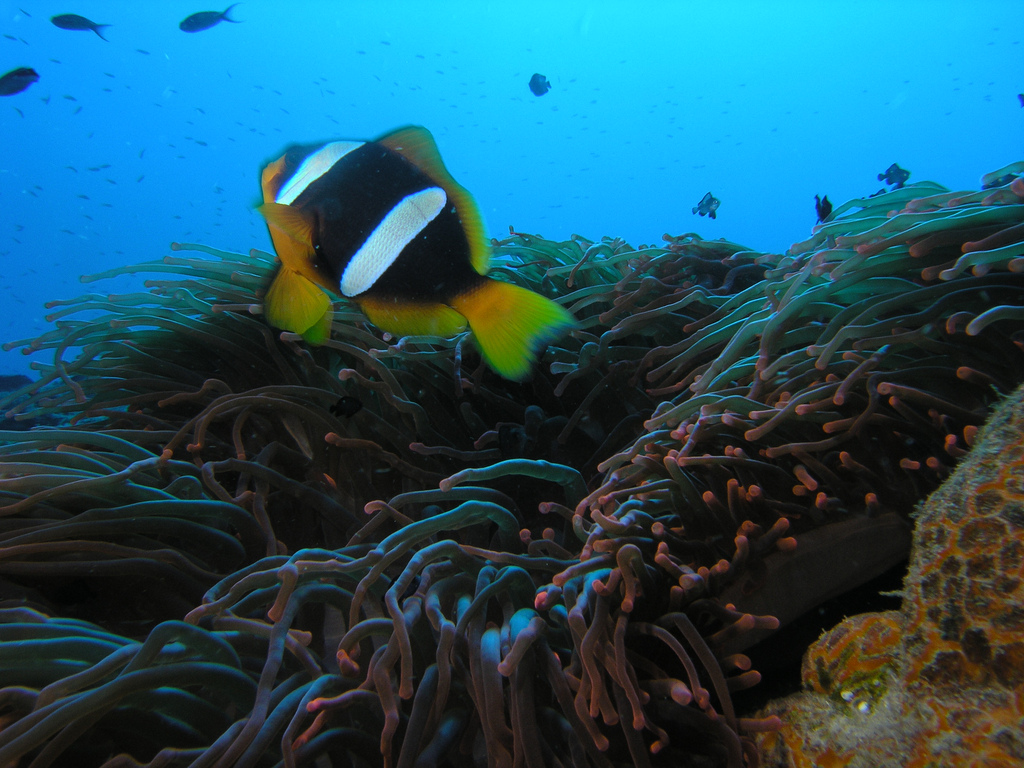
Poisson-clown et anémone de mer à Mohéli
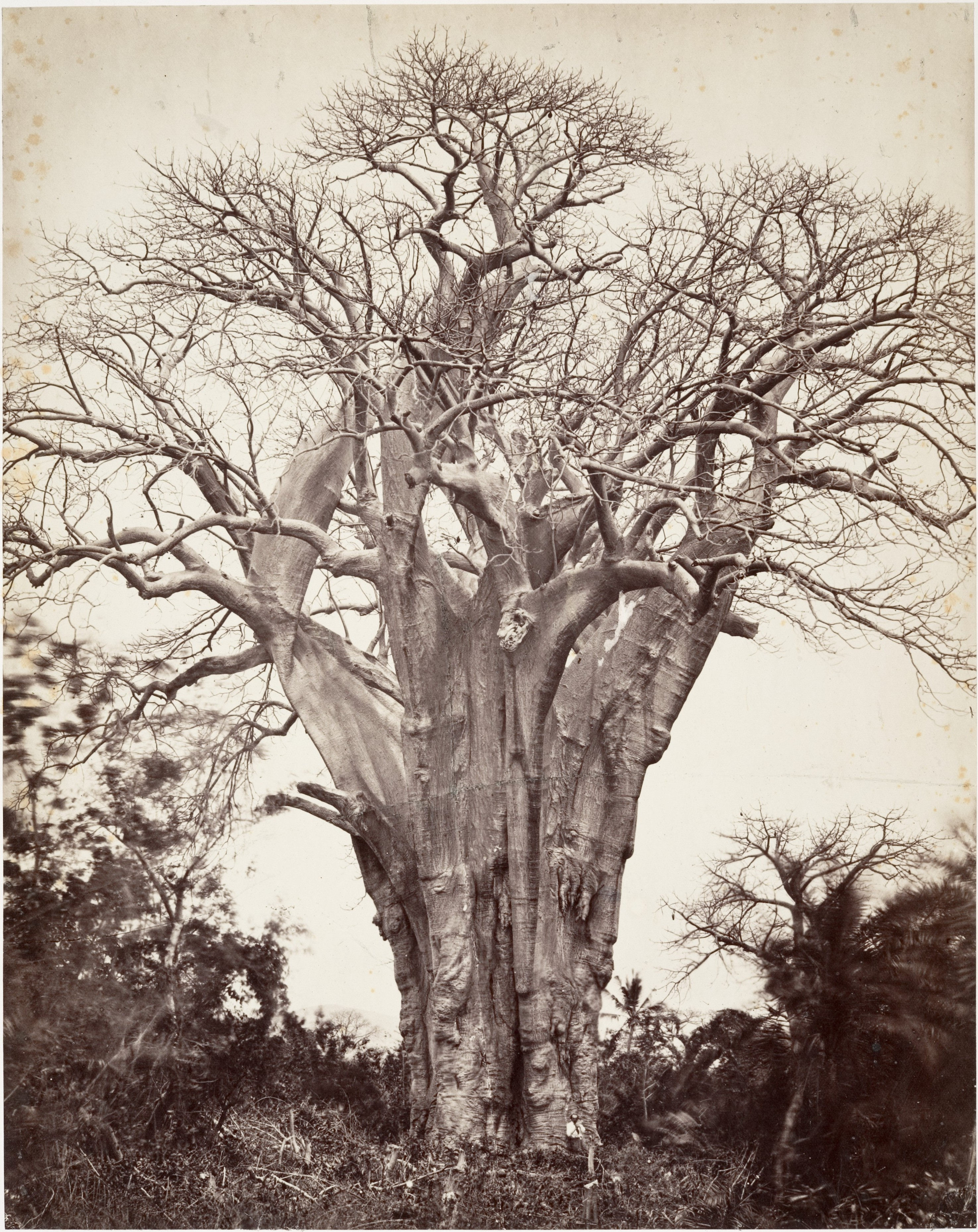
Un baobab multi-centenaire à Mohéli en 1863, photographié par Désiré Charnay
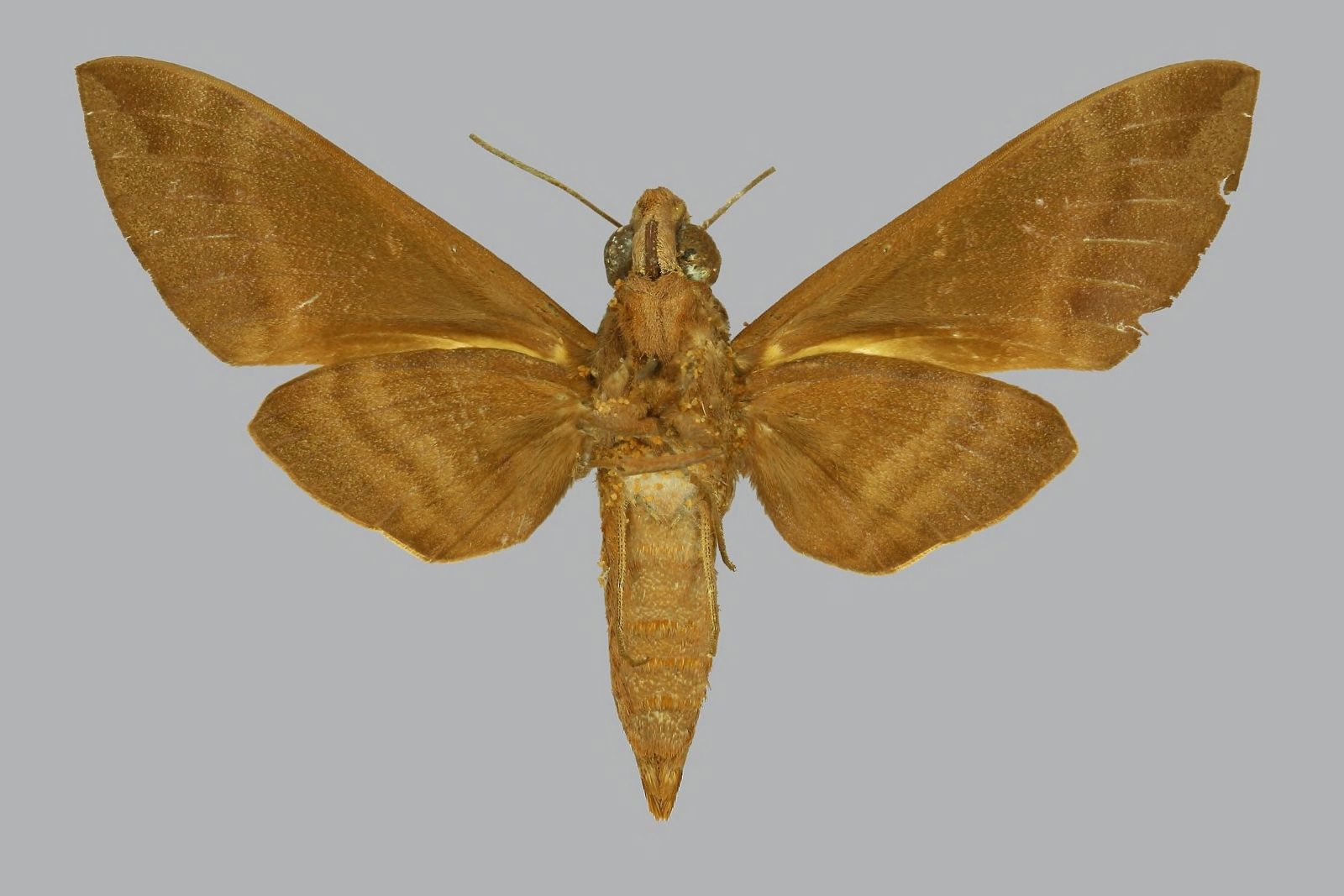
Nephele oenopion transitoria, femelle
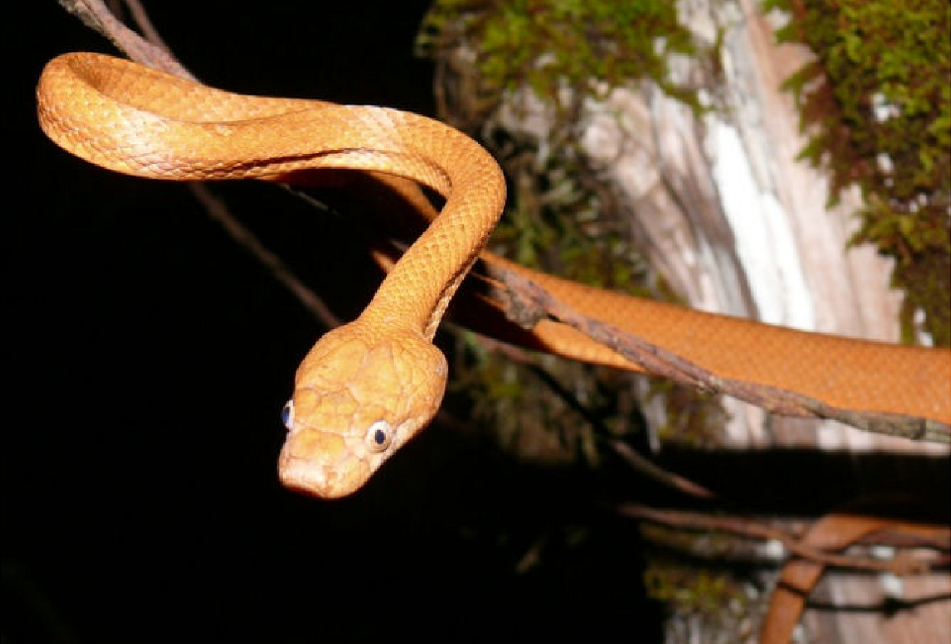
Lycodryas cococola innocens femelle
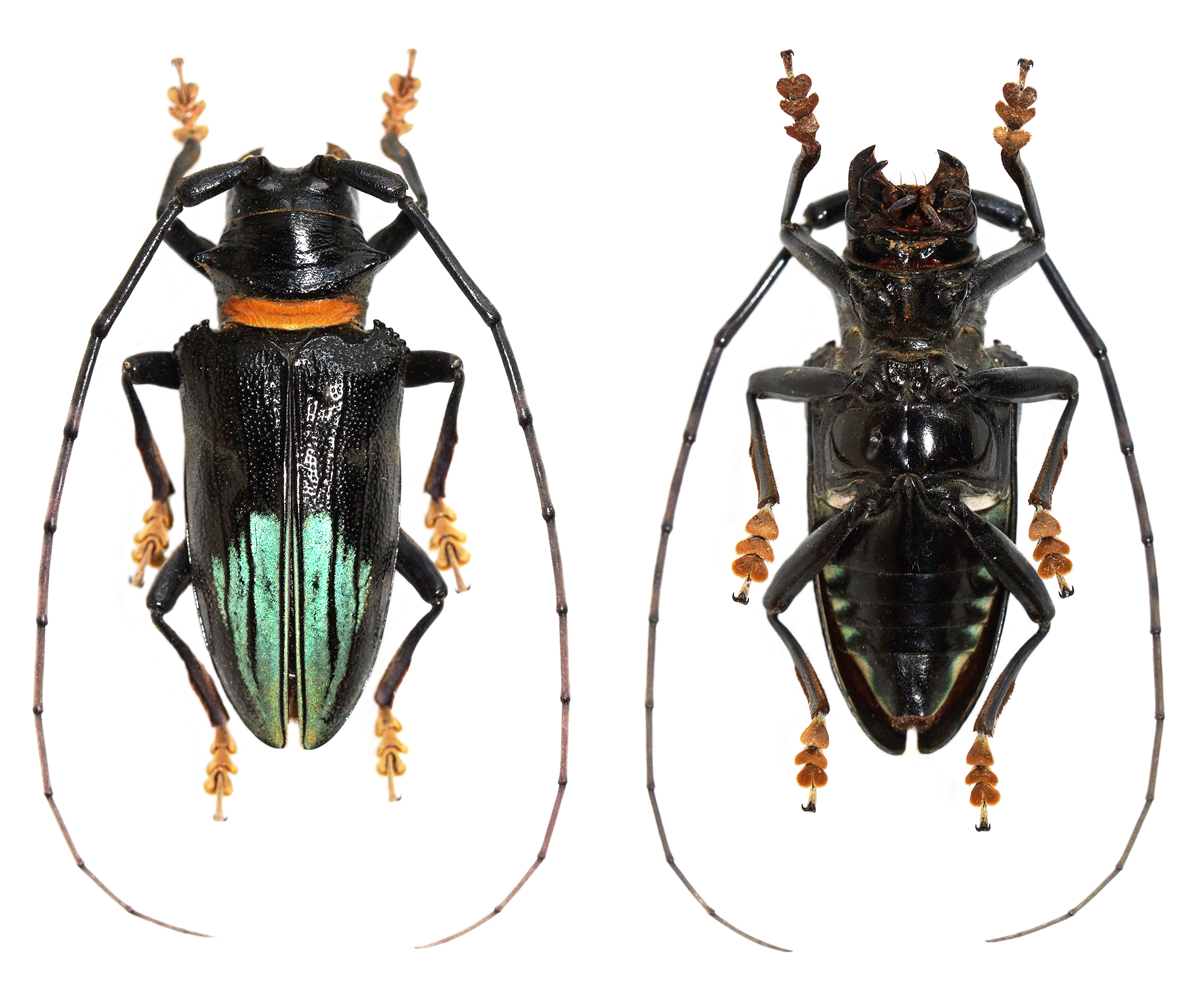
Sternotomis utiolemur pupieri
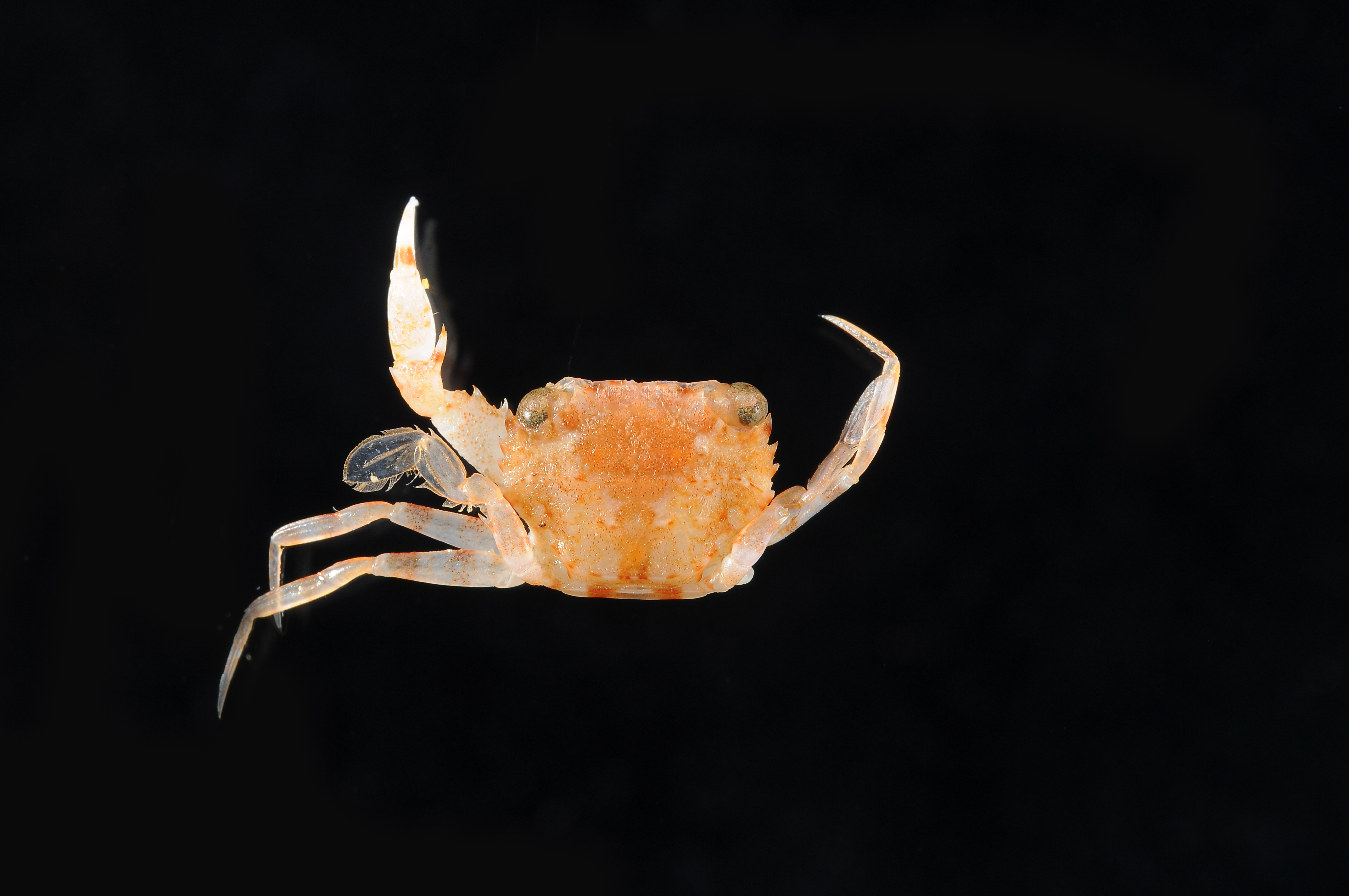
Portunidae
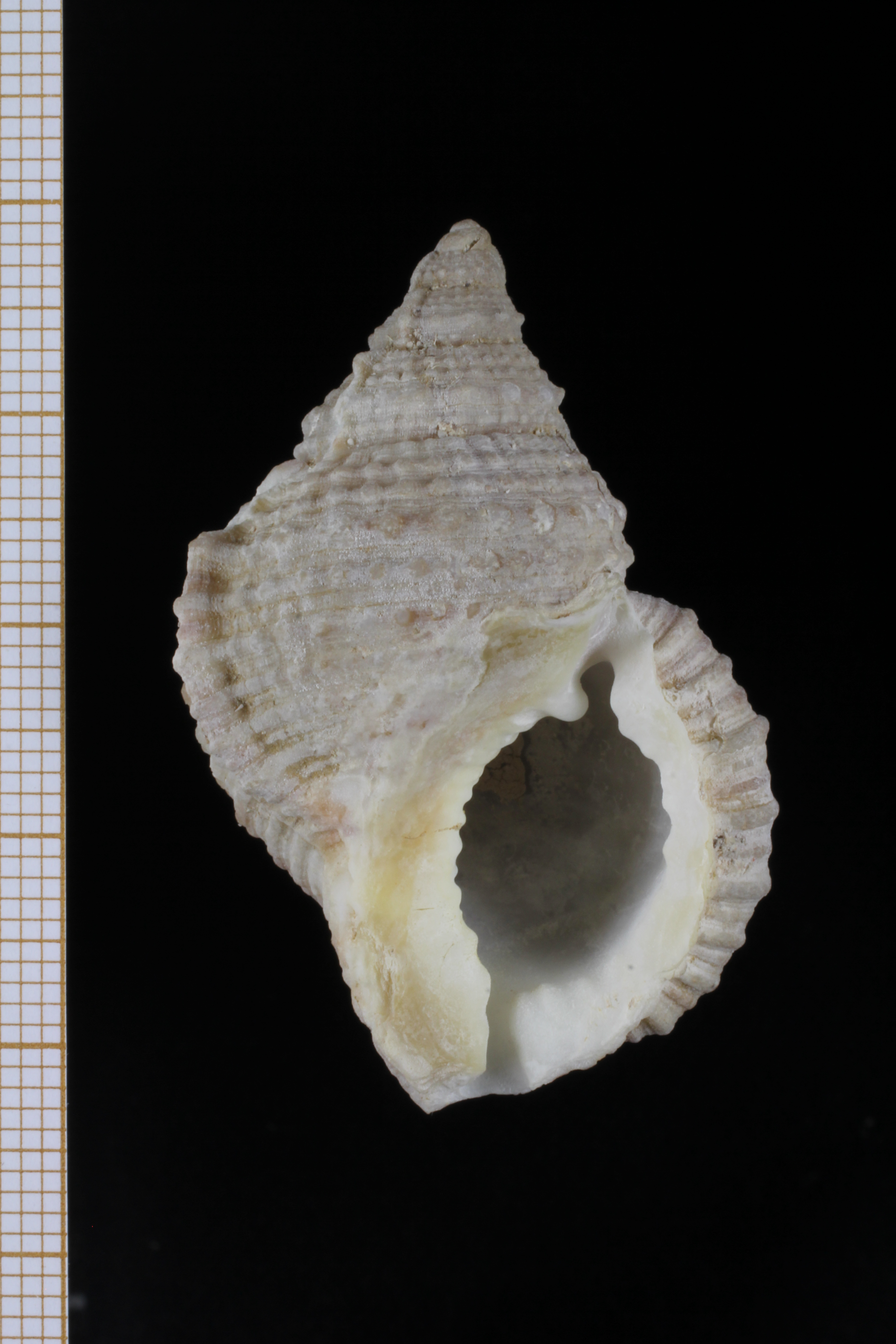
Bursa ranelloides
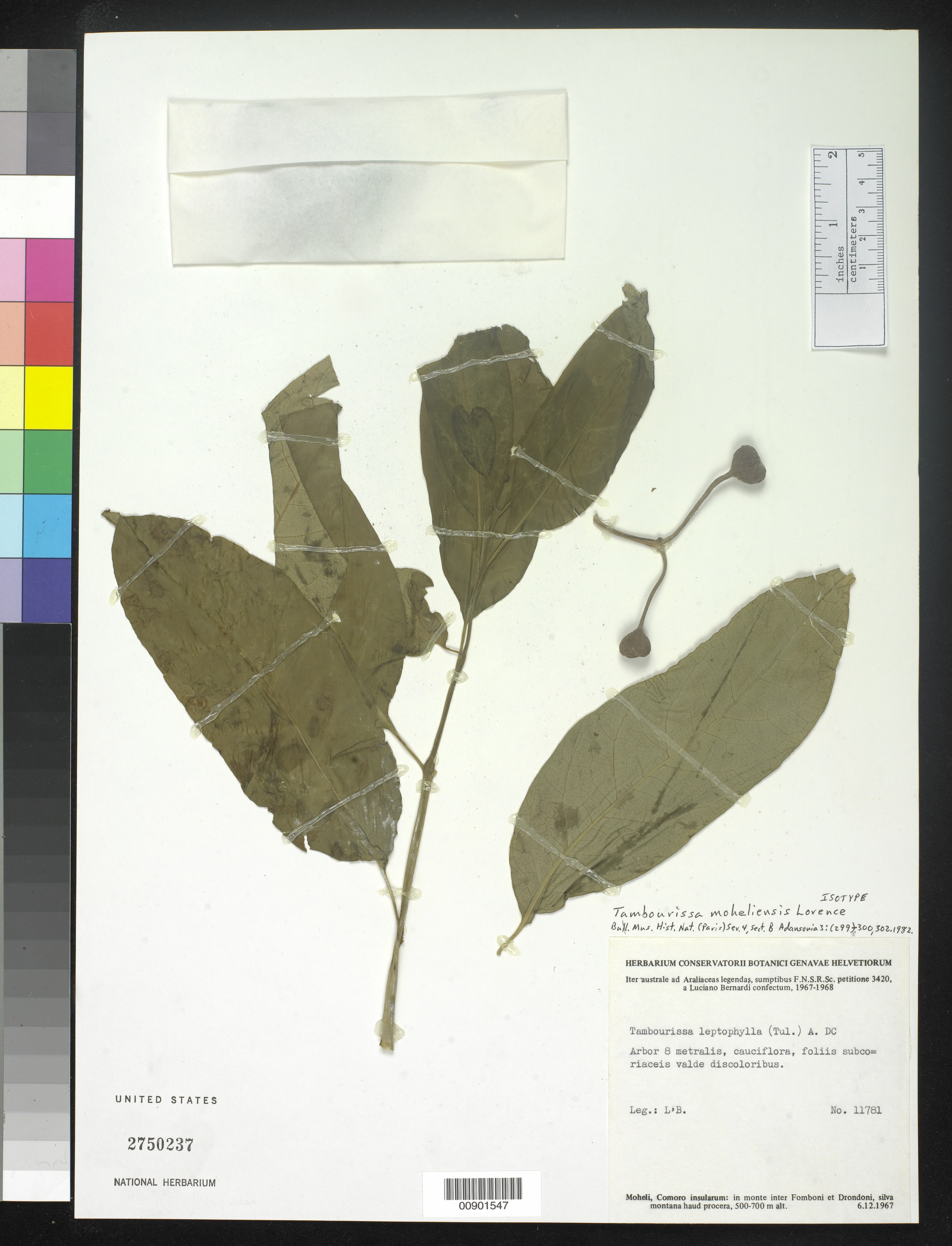
Tambourissa moheliensis (endémique)